# Apteryoperla ramsayi
Apteryoperla ramsayi är en insektsart som beskrevs av Ian D.McLellan 1977. Apteryoperla ramsayi ingår i släktet Apteryoperla, och familjen Gripopterygidae. Inga underarter finns listade i Catalogue of Life.